# Reynald Secher
Reynald Secher (ur. 27 października 1955 w Nantes) – francuski historyk, politolog, pisarz i scenarzysta. Autor książki "Ludobójstwo francusko-francuskie. Wandea – departament zemsty" (Le Génocide franco-français : La Vendée-Vengé).

## Publikacje
- La Chapelle-Basse-Mer, village vendéen : révolution et contre-révolution, Perrin, 1986
- Le Génocide franco-français - La Vendée-Vengé, Presses universitaires de France, 1986
- Les Vire-couettes, roman historique, édition Presses de la Cité, 1989
- Juifs et vendéens, d'un génocide à l'autre, Orban, 1991
- Histoire de Résistance en Bretagne, Presse de la Cité, 1994
- Jean Pierre Le Roch, de l'exil aux mousquetaires, éd° Reynald Secher, 1996
- Legris, Histoire d'une saga industrielle, éd° Reynald Secher, 1997
- Un prince méconnu : le dauphin Louis-Joseph, fils aîné de Louis XVI (razem z: Yves Murat), 1999, Prix Hugues Capet
- Vendée, du génocide au mémoricide 2012[2]